# Geöhrtes Habichtskraut
Das Geöhrte Habichtskraut (Hieracium lactucella, Syn.: Pilosella lactucella (Wallr.) P.D.Sell & D.West), auch Öhrchen-Habichtskraut genannt, ist eine Pflanzenart aus der Gattung der Habichtskräuter (Hieracium) innerhalb der Familie der Korbblütler (Asteraceae). Es ist in weiten Teilen Europas heimisch und kommt im östlichen Nordamerika als Neophyt vor.

## Beschreibung

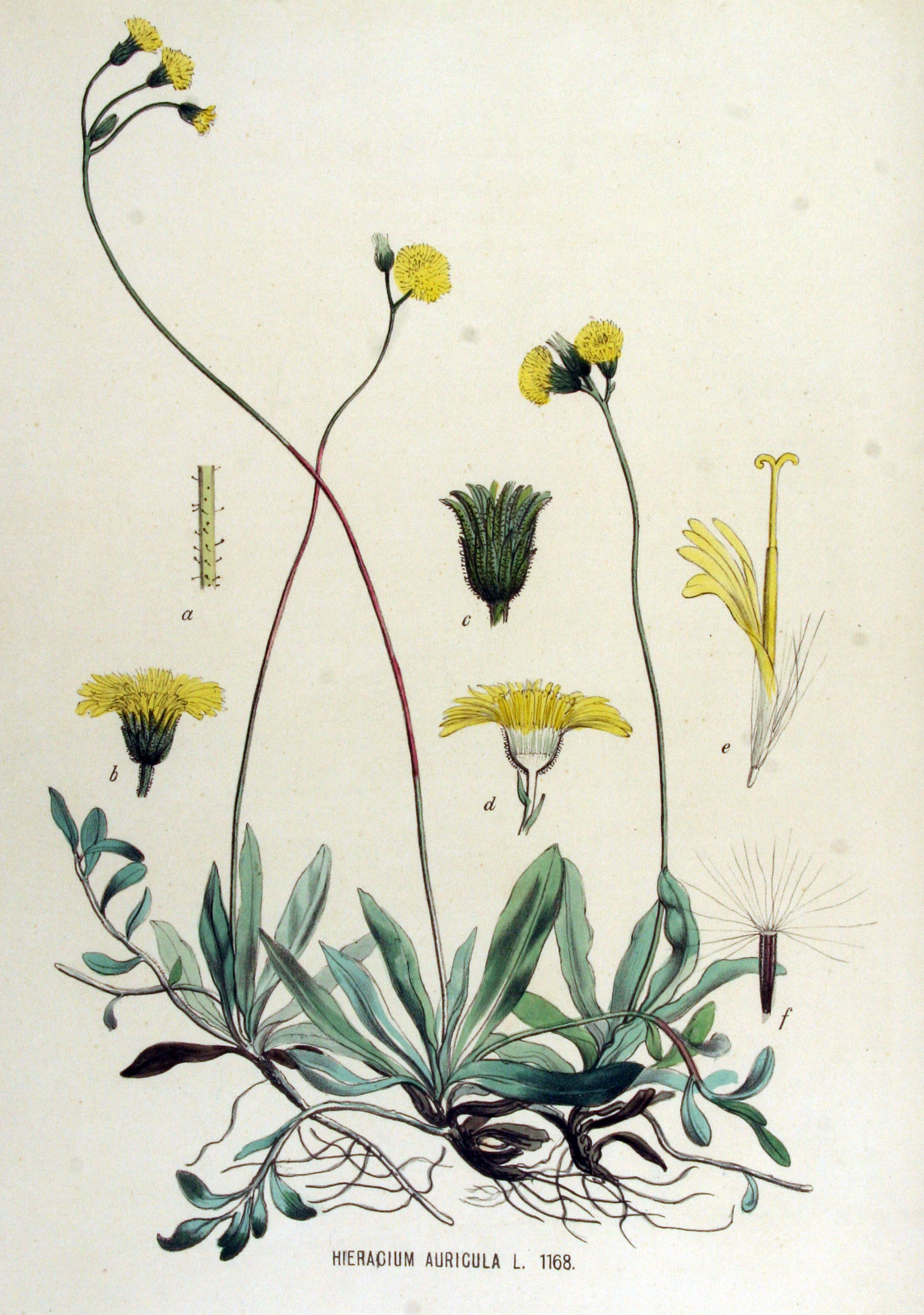
Illustration aus Flora Batava of Afbeelding en Beschrijving van Nederlandsche Gewassen

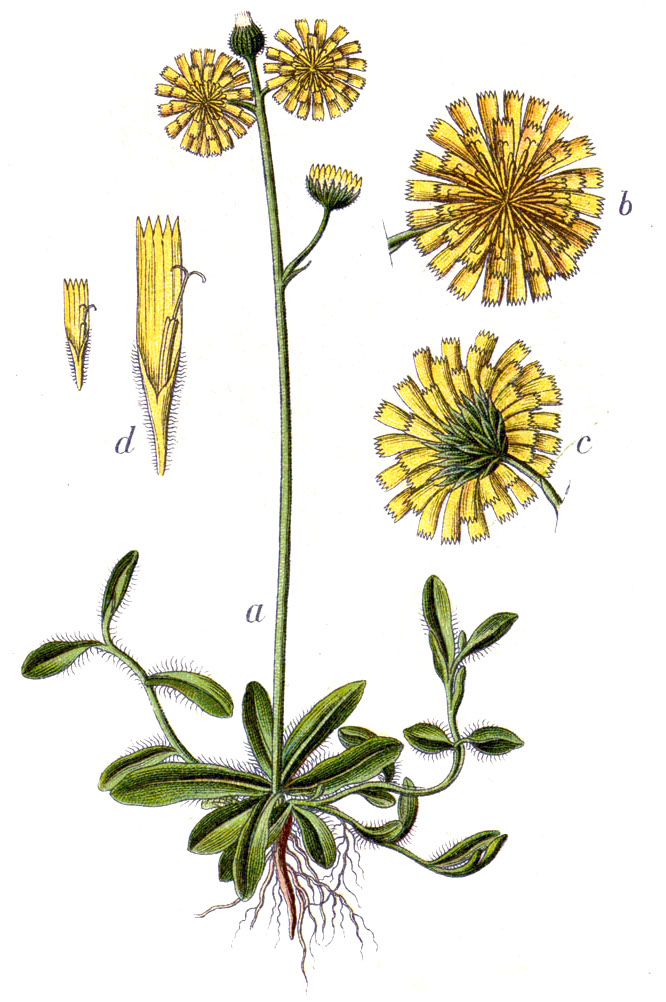
Illustration aus Sturm

### Vegetative Merkmale
Das Geöhrte Habichtskraut ist eine ausdauernde krautige Pflanze, die Wuchshöhen von 9 bis 35 Zentimetern erreicht. Die aufsteigenden Stängel sind mit feinen und rauen, gelegentlich auch drüsigen, 0,1 bis 0,2 Zentimeter langen Haaren besetzt und haben eine drüsig und sternartig behaarte Basis.
An der Stängelbasis befinden sich fünf bis acht, gelegentlich auch mehr grundständige Laubblätter, während sich am Stängel keine oder bis zu zwei oder mehr Laubblätter befinden. Die Blattspreite ist bei einer Länge von 1,5 bis 4 Zentimetern sowie einer Breite von 0,5 bis 1,2 Zentimetern spatelförmig bis verkehrt-lanzettlich mit keilförmiger Spreitenbasis und gerundeter oder spitz zulaufender Spreitenspitze. Die Spreitenränder sind ganzrandig. Sowohl die Blattunterseite als auch die Blattoberseite sind kahl oder mit 0,1 bis 0,3 Zentimeter langen, rauen Haaren besetzt, wobei jene auf der Oberseite borstig oder auch sternartig sind.

### Generative Merkmale
Die Blütezeit beginnt in Deutschland im Frühsommer; die Gesamtblütezeit dauert in Deutschland vier Monate von Mai bis August. In Nordamerika erstreckt sich die Blütezeit von Mai bis Juli.
Der Blütenstandsschaft ist sternartig und drüsig behaart. Der mehr oder weniger doldenartige Gesamtblütenstand enthält meist zwei bis fünf, gelegentlich auch mehr körbchenförmige Teilblütenstände. Es kommt auch vor, dass Blütenkörbe einzeln auf den Blütenstandsschäften stehen. Das bei einem Durchmesser von 0,6 bis 0,8 Zentimetern halbkugelige Involucrum enthält 16 bis 21 oder mehr an der Unterseite mit drüsigen Sternhaaren besetzte Hüllblätter mit zugespitztem oberen Ende. Die Blütenkörbchen enthalten 40 bis 60 oder auch mehr Zungenblüten. Die gelben Zungenblüten sind rund 0,8 Zentimeter lang.
Die Achänen sind bei einer Länge von 0,1 bis 0,25 Zentimetern säulenförmig. Der Pappus besteht aus einer Reihe mit 25 bis 40 weißen Borsten, welche 0,4 bis 0,5 Zentimeter lang sind.
Die Chromosomengrundzahl beträgt x = 9. Es liegt Diploidie oder Triploidie vor mit einer Chromosomenzahl von 2n = 18 oder 27.

## Ökologie
Beim Geöhrten Habichtskraut handelt es sich um einen überwinternd grünen, mesomorphen Hemikryptophyten.
Die Bestäubung erfolgt durch Insekten oder durch Selbstbestäubung; es kommt auch zur Samenbildung ohne Bestäubung. Die Ausbreitung der Diasporen, es sind die Achänen erfolgt durch Windausbreitung, Klettausbreitung und Ameisenausbreitung.

## Vorkommen und Gefährdung
Das natürliche Verbreitungsgebiet des Geöhrten Habichtskrautes umfasst weite Teile Europas. Es kommt ursprünglich vor in  Spanien, Andorra, Frankreich, Belgien, Niederlande, Luxemburg, Deutschland, Schweiz, Österreich, Liechtenstein, Italien, Sardinien, Korsika, Kroatien, Bosnien-Herzegowina, Slowenien, Serbien, Ungarn, Norwegen, Dänemark, Schweden, Finnland, Russland, Polen, Baltikum, Tschechien, die Slowakei, Rumänien, Moldawien, Ukraine und in Weißrussland. Im US-Bundesstaat New York sowie in Nova Scotia kommt Hieracium lactucella als Neophyt vor.
Das Geöhrte Habichtskraut gedeiht in Nordamerika in Höhenlagen von 10 Metern aufwärts, wo es auf Äckern und Weideflächen wächst. In Mitteleuropa ist es eine Charakterart der Ordnung Nardetalia, besonders in Pflanzengesellschaften des Verbands Violion, kommt aber auch in Molinieten oder im Caricetum fuscae vor. In den Allgäuer Alpen steigt es bis in eine Höhenlage von über 2000 Meter auf.
Die ökologischen Zeigerwerte nach Landolt et al. 2010 sind in der Schweiz: Feuchtezahl F = 3w (mäßig feucht aber mäßig wechselnd), Lichtzahl L = 4 (hell), Reaktionszahl R = 2 (sauer), Temperaturzahl T = 3 (montan), Nährstoffzahl N = 2 (nährstoffarm), Kontinentalitätszahl K = 3 (subozeanisch bis subkontinental).
In der roten Liste der gefährdeten Pflanzenarten Deutschlands wurde 1996 das Geöhrte Habichtskraut mit der Kategorie 3 = „gefährdet“ bewertet.

## Systematik
Die Erstbeschreibung als Hieracium lactucella erfolgte 1822 durch Friedrich Wilhelm Wallroth in Schedulae criticae de plantis Florae Halensis selectis. Tomus I: Phanerogamia., S. 408. Synonyme für Hieracium lactucella Wallr. sind Hieracium acutisquamum Üksip, Hieracium auricula var. acutisquamum Nyár. sowie Pilosella lactucella (Wallr.) P.D.Sell & C.West. Das Artepitheton lactucella bedeutet Lattich-ähnlich.
Je nach Autor gibt es etwa zwei Unterarten:
- Pilosella lactucella (Wallr.) P.D.Sell & C.West subsp. lactucella (Syn.: Hieracium lactucella Wallr. subsp. lactucella)
- Pilosella lactucella subsp. nana (Scheele) M.Laínz (Syn.: Hieracium lactucella subsp. nanum (Scheele) P.D.Sell): Sie kommt in Spanien, Andorra, Frankreich, Italien und auf Korsika vor.[6]